# Elektra
Elektra, il cui nome per intero è Elektra Natchios, è un personaggio dei fumetti statunitensi creato da Frank Miller (testi e disegni) pubblicato dalla Marvel Comics. La sua prima apparizione avviene in Daredevil n. 168 (gennaio 1981).
Antieroina forgiata dalla tragedia della morte del padre, Elektra è una kunoichi (assassino ninja di sesso femminile) mercenaria di discendenze greche la cui arma iconica sono una coppia di sai. Storico interesse sentimentale di Devil, la relazione tra i due è resa complicata dalla natura violenta e dallo stile di vita ai limiti della legalità della donna, fortemente disapprovato dal vigilante cieco. Unanimemente considerata tra i personaggi più popolari, innovativi e originali partoriti dalla penna di Frank Miller, terminata la gestione di quest'ultimo sulla testata, la Marvel ha continuato a servirsene contro il suo parere e nonostante gli avessero promesso il contrario.
Nel 2011 si è classificata 22ª nella lista delle "100 donne più sexy dei fumetti" stilata da Comics Buyer's Guide ed ha contribuito a dare origine al fenomeno delle "Bad Girls" nei fumetti, soprattutto statunitensi.

## Storia editoriale
Elektra, il cui aspetto è stato modellato su quello della modella e culturista Lisa Lyon, esordisce sul numero 168 di Daredevil (gennaio 1981). Inizialmente avrebbe dovuto apparire unicamente nel suddetto numero, ma il successo riscosso la porta in seguito a divenire un'avversaria e occasionalmente alleata del protagonista finché viene uccisa per mano di Bullseye nel numero 181 (aprile 1982). Sebbene poco dopo venga resuscitata, la storia in cui questo avviene si conclude con una nota che assicura Devil che non l'avrebbe mai più incontrata. Anni dopo, Miller riprende in mano il personaggio per la miniserie Elektra: Assassin (agosto 1986-marzo 1987), illustrata da Bill Sienkiewicz, e il romanzo a fumetti Elektra Lives Again (marzo 1990) di cui è sia sceneggiatore che disegnatore.
Dopo essere rimasta assente da ogni pubblicazione ufficiale dell'editor per circa un decennio, Elektra ricompare nel ciclo di storie tra i numeri 324 e 327 di Daredevil (gennaio-aprile 1994) e successivamente in Wolverine (vol. 2) n. 100-106 (aprile-ottobre 1996). In merito a questa decisione lo sceneggiatore D. G. Chichester ha spiegato che lui e l'editore Ralph Macchio avevano: «sbandierato l'idea [di far ritornare Elektra] in maniera casuale più volte, nessuno di noi voleva farlo come un espediente. Nelle rare occasioni in cui pensavo di avere un angolo legittimo per usarla, Ralph era d'accordo con l'idea. Ma, quando ci siamo consultati per quello che sarebbe diventato Caduta dal Paradiso, Ralph di punto in bianco ha detto: "Che ne dici di far ritornare Elektra?"—ed è stato davvero il pezzo mancante che ha messo assieme tutti i pezzi di storia sciolti nella mia testa, ed è diventato il nesso per legare tutto insieme così bene. Nella mia mente, è sempre il suo stato a lei che si riferiva il titolo». Ciò ha fatto infuriare Frank Miller, che ha dichiarato come la Marvel gli avesse in precedenza promesso di non riutilizzare mai più il personaggio in nessuna nuova pubblicazione.
In seguito è divenuta una guest star ricorrente in varie testate dell'Universo Marvel ed è stata protagonista di due miniserie omonime, una di 19 numeri (luglio 1997-giugno 1998) e l'altra di 35 (settembre 2001-giugno 2004). Nel 2012 diventa un personaggio regolare della serie dei Thunderbolts di Daniel Way e Steve Dillon.
La prima apparizione del personaggio in Italia è stata tradotta due volte, la prima ad opera di Labor Comics su Marvel n. 2 (luglio 1986) e in seguito con una ristampa su Fantastici Quattro n. 1 (ottobre 1988), edito da Star Comics dopodiché i diritti della sua pubblicazione, come di tutti i personaggi Marvel, sono passati a Panini Comics.

## Biografia del personaggio

### Origini
Nata in Grecia su un'imprecisata isola del Mar Egeo dal politico Hugo Kostas Natchios e da sua moglie Christina, Elektra è stata data alla luce prematuramente in seguito all'omicidio della madre per mano di un insorto durante la guerra civile greca, sebbene un'altra versione della storia identifichi il colpevole come un assassino prezzolato al soldo di un rivale politico dei Natchios. Crescendo Elektra matura un profondo affetto per il padre, tuttavia per tutta l'infanzia viene perseguitata da strane e oscure visioni nonché dal vago ricordo di uno stupro da parte del genitore all'età di cinque anni. Queste reminiscenze la portano all'autolesionismo e a frequentare varie sedute di psicoterapia ma non è mai emerso se fossero reali o fittizie. A nove anni un gruppo di criminali la rapisce per chiedere un riscatto al padre, ma il fratello maggiore Orestez, esperto artista marziale allontanatosi dalla famiglia in giovane età, la rintraccia, uccide i rapitori la riporta al padre e, prima di andarsene nuovamente, lo persuade che la sorella debba imparare una qualche forma d'autodifesa. Da allora Elektra viene seguita da un sensei giapponese rivelandosi un prodigio delle arti marziali.
Tempo dopo Hugo Natchios diviene l'ambasciatore greco negli Stati Uniti e Elektra, raggiunti i diciannove anni, viene ammessa alla Columbia University di New York dove conosce il giovane studente di legge non vedente Matt Murdock, con cui nasce un amore passionale e travolgente. Tuttavia un anno dopo suo padre viene assassinato da dei terroristi a causa della sua importante posizione, evento che priva Elektra di tutta la sua speranza e fiducia nell'umanità portandola a lasciare la Columbia e trasferitasi prima in Giappone e in seguito sull'Himalaya, nella speranza di sfuggire ai propri demoni personali e unirsi al benevolo ordine ninja dei Casti, ma dopo un anno Stick, il loro leader, la caccia in quanto la ritiene ancora impura. Il desiderio di vendetta e le visioni che la tormentano fin da bambina la spingono a seguire il lato oscuro della sua personalità facendo ritorno in Giappone ed unendosi alla Mano, setta di ninja con poteri occulti che la addestra per diventare una spietata assassina.
Elektra diviene una sicaria a pagamento.

### Assassina
In qualità di mercenaria Elektra viene assunta da alcuni criminali di New York per assassinare un boss rivale e, nel corso di questo incarico, incontra nuovamente Matt, nel frattempo divenuto Devil, che le impedisce di compiere la sua missione e in questa occasione Elektra ne scopre la doppia identità. Successivamente i due combattono assieme contro la Mano, ma rimangono comunque nemici in quanto Kingpin, il re del crimine di New York, la assume come sua assassina di punta assegnandole prima l'incarico di intimidire Ben Urich e poi quello di uccidere Foggy Nelson. Nel momento in cui questi la riconosce come ex-fidanzata di Matt, ella non trova più la forza di compiere il suo dovere e lo lascia andare, motivo per cui Bullseye, per dimostrare a Kingpin di essere un degno sostituto della donna, la affronta in combattimento e la ferisce mortalmente trafiggendola con uno dei suoi stessi sai. Prima di morire Elektra riesce a trascinarsi fino alla porta di casa di Matt esalando l'ultimo respiro tra le braccia dell'uomo amato.
In seguito il suo cadavere viene trafugato dalla Mano per resuscitarla con uno dei suoi rituali mistici e farne una macchina di morte, Devil tuttavia riesce a impedire il rito purificando l'anima di Elektra con l'amore nutrito nei suoi confronti e una parte della forza vitale del membro dei Casti Stone, che si volatilizza nel nulla poco dopo assieme al corpo della ragazza.

### Ritorno
Anni dopo Elektra, resuscitata dal rito di Stone, divenuta pura grazie all'intervento di Devil che l'ha scissa dalla sua parte malvagia e confluita in un'entità chiamata "Erynys", torna a New York per aiutare nuovamente Devil a affrontare la Mano confrontandosi fisicamente con Erynys, uccidendola e facendola tornare una parte di sé per poter essere di nuovo una persona completa. Poco tempo dopo aiuta Wolverine, regredito in forma bestiale, a recuperare la propria umanità facendo successivamente coppia fissa con lui per un po'.
Nick Fury la assolda in seguito per una missione anti-Hydra in Iraq su commissione dello Strategic Hazard Intervention Espionage and Logistics Directorate (S.H.I.E.L.D.) e, nonostante i molti diverbi con l'uomo nel corso di tale collaborazione, Elektra decide infine di divenire un'agente dell'agenzia spionistica, sebbene solo sotto il pagamento giornaliero di una spropositata cifra di denaro. Quando l'Hydra e la Mano si alleano per uccidere vari supereroi resuscitandoli tramite un processo mistico che li renda assassini ai loro ordini, riuscendo, come prima mossa a fare il lavaggio del cervello a Wolverine, Elektra viene messa a capo della task force incaricata di catturarlo e decondizionarlo sebbene, nel processo, venga nuovamente uccisa dalla Mano e resuscitata a sua volta divenendo un loro strumento.
Nel momento in cui Wolverine riassume il controllo di sé e, in cerca di vendetta, assale il covo della Mano, Elektra rivela di non essere mai stata davvero sotto il controllo della setta ninja e, sfruttando l'effetto sorpresa, ne elimina un elevato numero di adepti dopodiché aiuta Wolverine a attaccare e distruggere il maggior numero di basi dell'Hydra e a sconfiggere il loro nuovo leader mutante, Gorgon, che viene infine ucciso da Wolverine. Successivamente Elektra sparisce nel nulla e rifonda la Mano mettendosene al comando.

### Secret Invasion
Qualche tempo dopo la fine della guerra civile dei superumani, Elektra ricompare e, assieme alla Mano, assale un carcere giapponese venendo combattuta dai Nuovi Vendicatori e uccisa da Echo. Repentinamente il suo cadavere si trasforma, rivelando le sembianze di una Skrull e dando inizio al clima di reciproco sospetto all'interno della comunità supereroistica pianificato dagli alieni mutaforma per la loro invasione segreta. Il corpo della finta Elektra viene consegnato a Tony Stark dalla Donna Ragno.
La vera Elektra viene in seguito rinvenuta all'interno di un'astronave aliena assieme agli eroi sostituiti e immediatamente presa in custodia dallo S.H.I.E.L.D. per i suoi crimini nonostante, in realtà, dalla sua seconda resurrezione per mano della Mano, le azioni della ninja greca vadano attribuite a Pagon, la Skrull che l'ha impersonata.

### Dark Reign
Imprigionata al quartier generale dello S.H.I.E.L.D., quando il controllo dell'agenzia passa da Tony Stark a Norman Osborn, che la ribattezza H.A.M.M.E.R., Elektra viene studiata e tenuta sotto monitoraggio costante, poiché unica supereroina rapita su cui gli Skrull hanno condotto esperimenti e torture. Sebbene indebolita e non ancora del tutto ripresasi dalla prigionia aliena, nel momento in cui il cacciatore di taglie Paladin assale la sua cella per incassare gli 82 milioni di dollari sulla sua testa, Elektra riesce a fuggire e a raggiungere gli uffici della Nelson & Murdock per raziarne le forniture di primo soccorso venendo poi fatta ricoverare da Foggy presso la clinica dell'Infermiera di notte, dove viene assalita da altri tre sicari uno dei quali è Bullseye, ora membro degli Oscuri Vendicatori agli ordini di Osborn con l'identità fittiza di Occhio di Falco, che la ninja greca riesce a sconfiggere dopo un cruento scontro trovandosi tuttavia gravemente ferita e venendo salvata da morte certa solo grazie all'aiuto di Wolverine che, per sdebitarsi con lei dell'aiuto fornitogli contro l'Hydra, le rivela la località dove trovare le persone che hanno messo la taglia su di lei: un gruppo di ex-agenti S.H.I.E.L.D. ribelli sopravvissuti a un massacro da essa compiuto quando era a capo della Mano. Nonostante inizialmente essa cerchi di convincerli sia stata l'impostora Skrull, successivamente, rimuovendo un blocco mentale messosi autonomamente, recupera il ricordo e capisce di essere colpevole, ragion per cui si libera degli ex-agenti uccidendoli.
Poco tempo dopo affronta l'Hulk Rosso, X-Force, Deadpool, Punisher e la She-Hulk Rossa.

### Shadowland
Pur avendo giurato di non interferire mai più nella vita di Matt, dopo averlo visto in televisione mentre, nei panni di Daredvil, uccide Bullseye, Elektra decide di aiutarlo prima che la Mano riesca a corromperlo del tutto. Per fare ciò si unisce nuovamente alla setta di ninja assassini divenendo il braccio destro di Devil assieme a Typhoid Mary e, dopo aver impedito la resurrezione di Bullseye, aiuta i supereroi ad affrontare Devil entrando nella sua mente e dandogli la forza di liberarsi dalla possessione della "Bestia", il demone venerato dalla Mano.
Elektra trascorre in seguito un lungo periodo di militanza tra i Thunderbolts di Hulk Rosso.

## Poteri e abilità
Considerata una delle donne più pericolose del Pianeta, Elektra è una tale esperta di combattimento corpo a corpo da mettere in severa difficoltà Devil, Pugno d'acciaio e ad andare alla pari con Vedova Nera, un super-soldato. Addestrata come una vera e propria arma vivente, Elektra padroneggia fin da bambina arti marziali quali il karate, il judo, l'aikidō, e vari tipi di kung fu in cui è proficiente; pur essendo capace di servirsi anche di armi da fuoco, in genere imbraccia armi bianche di fattura orientale come katana, pugnali, san jie gun e shuriken; le sue armi iconiche sono tuttavia una coppia di sai. È un'atleta di livello olimpico dotata di un'elevata resistenza a dolore e temperature, è infatti in grado di muoversi tanto rapidamente da risultare impercettibile allo sguardo. Inoltre, i suoi riflessi, al limite dell'umano, le consentono di schivare i proiettili, da una sufficiente distanza, calcolandone la traiettoria (come visto nella mini-serie della saga Dark Reign a lei dedicato). È stata addestrata anche come acrobata, fin dall'infanzia, e ciò le permette di possedere un'agilità molto superiore alla media.
Elektra è dotata inoltre di poteri psichici latenti che, per quanto lievi, le consentono di comunicare con la mente, insinuarsi nella mente altrui controllando parzialmente le azioni della propria vittima e instaurare legami psichici sia con persone comuni che dotate di abilità analoghe, come i Casti, e perfino con entità demoniache.

## Altre versioni

### Crossover Marvel/DC Comics
Elektra compare in numerosi crossover tra Marvel e DC Comics:
- In Marvel vs. DC si scontra con la celebre ladra Catwoman riuscendo a sconfiggerla con relativa facilità, pur riconoscendole delle ottime capacità combattive.
- Nell'universo Amalgam, Elektra viene fusa con Catwoman dando vita a Catsai, ladra ninja che, assieme alla compagna Dare (personaggio femminile nato dalla fusione tra Devil e Deathstroke), forma il duo di femme fatale mercenarie noto come "Assassins"[50].

### House of M
Nell'universo alternativo di House of M, Elektra è una sicaria assoldata da John Proudstar per assassinare Luke Cage.

### Mangaverse
Nel Marvel Mangaverse, Elektra è una diabolica serva della Mano che, anche dopo essersi riunita al suo primo amore, Devil, lo uccide senza pietà rifiutandosi di rinnegare il suo compito. Successivamente dimostra rimorso per il gesto compiuto e ringrazia Carol Danvers nel momento in cui questa la uccide.

### Marvel Zombi
Nella serie Marvel Zombi, Elektra è una dei non morti che assalgono e divorano Magneto, Mister Fantastic e gli umani che stavano tentando di proteggere.

### MAX
Elektra è stata trasposta da Jason Aaron nella serie Marvel MAX PunisherMAX. In questa versione è giapponese e affiliata alla Mano che ne offre i servigi a Kingpin per proteggersi da Punisher. Sebbene sembri divenire l'amante del re del crimine, Elektra fa in realtà il doppio gioco per Vanessa, l'ex-moglie di Kingpin, con cui intreccia una relazione omosessuale. In un successivo scontro con Punisher viene ripetutamente ferita da diversi colpi d'arma da fuoco e rimane invalida, motivo per cui la Mano, giudicandola ormai inutile, manda un suo agente a ucciderla.

### MC2
Nel futuro alternativo di MC2 Elektra ha sposato Wolverine e i due hanno una figlia, Rina Logan (Wild Thing). In questo futuro Elektra, enormemente arricchitasi, si è ritirata dall'attività mercenaria e svolge occasionalmente degli incarichi come istruttrice privata di arti marziali.

### Mutant X
Nell'universo Mutant X, Elektra Stavros è la babysitter-guardia del corpo di Scotty Summers, figlio di Alex Summers e Madelyne Pryor, ed ha il compito di difenderlo dagli attacchi della madre folle e dei suoi alleati. Con il tempo, Elektra inizia una relazione con Havok e, nonostante sembri morire alla fine della serie, Scotty afferma tranquillo che "ritornerà".

### Ultimate

Ultimate Elektra

Nell'universo Ultimate, Elektra è una ragazzina dolce, innocente e affettuosa che studia alla Columbia University, frequenta un corso di arti marziali ed è una grande appassionata di film di Bruce Lee. Figlia di una coppia di immigrati greci, sua madre è morta di cancro al seno quando lei aveva sei anni, mentre il padre tenta in tutti i modi di far soldi gestendo una scalcinata lavanderia a gettoni.
Non è chiaro quali traumi abbia vissuto durante o dopo l'ultimo periodo dei suoi anni universitari, in cui tra l'altro ha avuto una relazione col giovane Matt Murdock, tuttavia una volta divenuta adulta Elektra appare completamente cambiata: cinica, spietata, violenta e senza scrupoli, lavora come assassina per conto di Kingpin che le commissiona l'omicidio della Gatta Nera. Durante l'incarico si scontra con Moon Knight e riporta una profonda ferita alla testa, finendo in coma

### What If?
In uno scenario autoconclusivo della serie fuori continuity What If? che ipotizza cosa sarebbe successo se Elektra fosse sopravvissuta alla ferita infertale da Bullseye, lei e Matt fuggono da New York e si rifugiano su un'isola deserta lontano dalla civiltà per iniziare una nuova vita insieme.

## Altri media

### Cinema

Elektra interpretata da Jennifer Garner nell'omonimo film.

- Elektra, interpretata da Jennifer Garner[66] compare nel film Daredevil (2003). In tale versione, anziché vestire con il tradizionale raso rosso, il personaggio indossa un costume di cuoio nero[67], non ha mai avuto contatti con sette ninja e non è una mercenaria, ma ha imparato a difendersi fin da bambina in quanto figlia di un diplomatico. Nel corso del film ha una relazione con Matt Murdock. Il potente boss del crimine Wilson Fisk (Kingpin), dopo aver ucciso suo padre, le fa credere che il colpevole sia Daredevil ed Elektra tenta di vendicarsi affrontandolo ma, dopo aver scoperto che il vigilante mascherato è in realtà l'uomo che mai amato, realizza la verità e affronta Bullseye, sadico assassino di Kingpin, venendo trafitta e morendo tra le braccia di Matt.
  - La Garner interpreta nuovamente la rediviva supereroina come protagonista nell'omonimo film del 2005, spin-off di Daredevil in cui viene resuscitata da Stick, suo vecchio maestro di arti marziali, che per un certo periodo la fa entrare nella sua setta, salvo poi allontanarla ritenendola impura. Furiosa, Elektra diviene un'abile e spietata assassina a pagamento, ma poco dopo ritorna ad allearsi con Stick e i suoi adepti per difendere un padre single Mark Miller e sua figlia Abby dalle mire della Mano e del suo leader Kirigi, malvagio assassino di sua madre, che Elektra riesce a uccidere dopo un duro scontro finale.

### Marvel Cinematic Universe
Elektra Natchios è entrata a far parte del Marvel Cinematic Universe (MCU), interpretata dall'attrice francese Élodie Yung.
- Elektra compare per la prima volta nella seconda stagione della serie televisiva su Netflix Daredevil (2015-2018). In questa versione, pur vestendo sempre di rosso, la sua tenuta da combattimento è nera con un bavero scarlatto anziché con la bandana; ninja greca addestrata da Stick sin dall'infanzia e in seguito cresciuta da una coppia di ambasciatori, per ordine del maestro ha intrecciato una relazione con Matt Murdock durante l'università, come menzionato indirettamente nella prima stagione, ma dopo essersi innamorata veramente ha abbandonato sia lui sia l'incarico per poi ripresentarsi nella vita di Matt dieci anni dopo,[69] aiutandolo ad affrontare la Mano e sacrificandosi per salvarlo; il suo cadavere viene poi riesumato dalla setta ninja.
  - Successivamente compare tra i protagonisti della miniserie televisiva The Defenders (2017).[70] In tale versione, la Mano ne resuscita il corpo con lo scopo di renderla la propria arma invincibile conosciuta come "Black Sky". Sotto la guida di Alexadra Reid e priva di ricordi, viene riaddestrata per uccidere senza scrupoli, successivamente all'allenamento le viene consegnata una nuova uniforme dallo stile molto simile alla controparte cartacea ed elimina i protettori di Kun-Lun permettendo alla setta di distruggere la città, cosa che porta Danny Rand e Colleen Wing a darle la caccia in seguito alla macabra scoperta. A New York, tempo dopo, si scontra con i Defenders appena formati, e grazie a Matt lentamente recupera alcuni ricordi che le consentono di risparmiargli la vita. Nel corso della serie uccide Alexandra prendendo il controllo della Mano, nel tentativo di recuperare le ossa di drago nascoste sotto la città secondo il piano originale della setta. Dopo essersi riappacificata con Matt, muore quando il palazzo sotto al quale si trovava le crolla addosso, in seguito ad un'esplosione. Siccome Matt sopravvive all’esplosione, è possibile che anche Elektra si sia potuta salvare, tuttavia non verrà mai confermato il suo status.
- L'attrice statunitense Jennifer Garner riprende nuovamente il ruolo di Elektra Natchios, dopo diciannove anni, nel trentaquattresimo film dell'MCU Deadpool & Wolverine (2024). L'affascinante assassina, venuta veramente da un altro universo alternativo (catalogato come la Terra-701306), fa parte della Resistenza (ossia come i Resistenti) guidata dalla giovane mutante X-23, insieme agli altri due membri rimasti e sopravvissuti nel Vuoto (Blade e Gambit) e i due nuovi arrivati (Deadpool e Wolverine), per sconfiggere una volta per tutte Cassandra Nova (la sorella gemella malvagia del fondatore e leader degli X-Men, il professor Charles Xavier) che sta minacciando di devastare le realtà parallele, e il gruppo dei suoi scagnozzi. Alla conclusione della missione, Elektra viene finalmente riportata nel suo universo natale dalla TVA (Time Variance Authority) per conto del Mercenario Chiacchierone.

### Videogiochi
- Elektra ha un cameo in Marvel Super Heroes vs. Street Fighter.
- Nel videogame Daredevil, tratto dall'omonimo film, Elektra è un boss intermedio.
- Elektra è protagonista del gioco per cellulari ispirato all'omonimo film del 2005.
- Assieme a Tempesta, Elektra è la sola eroina Marvel tra i personaggi giocabili del videogame EA Marvel Nemesis: l'ascesa degli Imperfetti.
- Elektra è un personaggio giocabile in Marvel: La Grande Alleanza.
- Il personaggio compare nelle due varianti di costume rosso e bianco in Marvel Super Hero Squad Online
- Il personaggio può essere sbloccato, tramite download, nel videogioco LittleBigPlanet[71].
- Elektra compare, prima come boss e poi come personaggio giocabile, in Marvel: Avengers Alliance.
- In LEGO Marvel Super Heroes Elektra è un personaggio giocabile.
- Elektra è un'avversaria del MMORPG Marvel Heroes.
- Elektra appare come personaggio giocabile nel videogioco per smartphone Marvel: Sfida dei campioni.
- La versione Noir di Elektra compare come personaggio giocabile in LEGO Marvel Super Heroes 2.
- Elektra è una dei personaggi giocabili in Marvel: La Grande Alleanza 3 - L'Ordine Nero.